# カプレーゼ・ミケランジェロ
カプレーゼ・ミケランジェロ（伊: Caprese Michelangelo）は、イタリア共和国トスカーナ州アレッツォ県にある、人口約1,300人の基礎自治体（コムーネ）。
ルネサンス期の芸術家ミケランジェロ・ブオナローティの出生地であり、これを記念して「ミケランジェロ」が村名に付け加えられている。

## 名称
地元の方言では、Capresa と呼ばれる。

## 地理

### 位置・広がり
アレッツォ県の東部、ヴァルティベリナ (it:Valtiberina) に位置するコムーネである。カプレーゼ・ミケランジェロの集落は、県都アレッツォの北北東約21km、州都フィレンツェの東南東約61km、ペルージャの西北西約67km、ラヴェンナの南南西約88kmにある。

#### 隣接コムーネ
隣接するコムーネは以下の通り。
- キウージ・デッラ・ヴェルナ - 北
- ピエーヴェ・サント・ステーファノ - 北東
- アンギアーリ - 南東
- スッビアーノ - 南西
- キティニャーノ - 北西

### 気候分類・地震分類
カプレーゼ・ミケランジェロにおけるイタリアの気候分類 (it) および度日は、zona D, 1641 GGである。
また、イタリアの地震リスク階級 (it) では、zona 2 (sismicità media) に分類される。

## 歴史
ミケランジェロ・ブオナローティは1475年3月6日、フィレンツェ共和国領であったこの村で生まれた。父のルドヴィコはフィレンツェ共和国の官吏で、当時はカプレーゼの判事を務めていた。ミケランジェロはこの村の教会で洗礼を受けているが、生後数か月で父とともにフィレンツェに移っている。
1860年、サルデーニャ王国がトスカーナ大公国が編入した際に、サルデーニャ王国（のちのイタリア王国）領となった。この際におこなわれた併合の可否を問う国民投票では、この村の投票者の半数強（446人中226人）が「否」を投じている。
1913年、ミケランジェロ・ブオナローティにあやかり、コムーネの名に「ミケランジェロ」が付加された。

## 社会

### 経済・産業

#### 特産品
さまざまな種類の栗（マロン）がこの村の特産品である。2010年には、「カプレーゼ・ミケランジェロのマローネ」 (it:Marrone di Caprese Michelangelo DOP) が原産地名称保護（DOP）の認定を受けた。

## 行政

### 分離集落
カプレーゼ・ミケランジェロには、以下の分離集落（フラツィオーネ）がある。
| - Baccanello - Casalino di Caprese - Dicciano - Fragaiolo - Gregnano - Lama - Manzi - Monna | - Papiano - Ponte Singerna - San Casciano - San Cristoforo - Selva Perugina - Sovaggio - Trecciano - Valboncione |

## 文化・観光

### 博物館・図書館
ミケランジェロゆかりのこの村には、ミケランジェロ博物館 (it:Museo michelangiolesco) ・ミケランジェロ図書館 (it:Biblioteca Michelangiolesca) がある。
「水と工場の博物館」 (it:Museo dell'acqua e del mulino) では、村に流れる川の水力を動力として行われた地域の工業に関する展示が行われている。

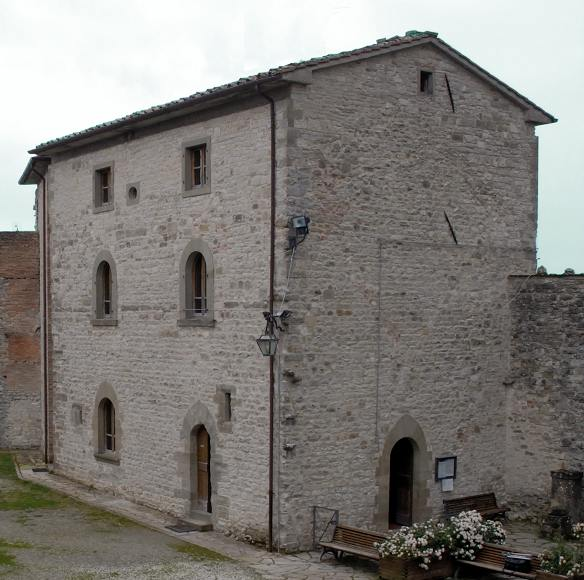
ミケランジェロ博物館の建物の一つ
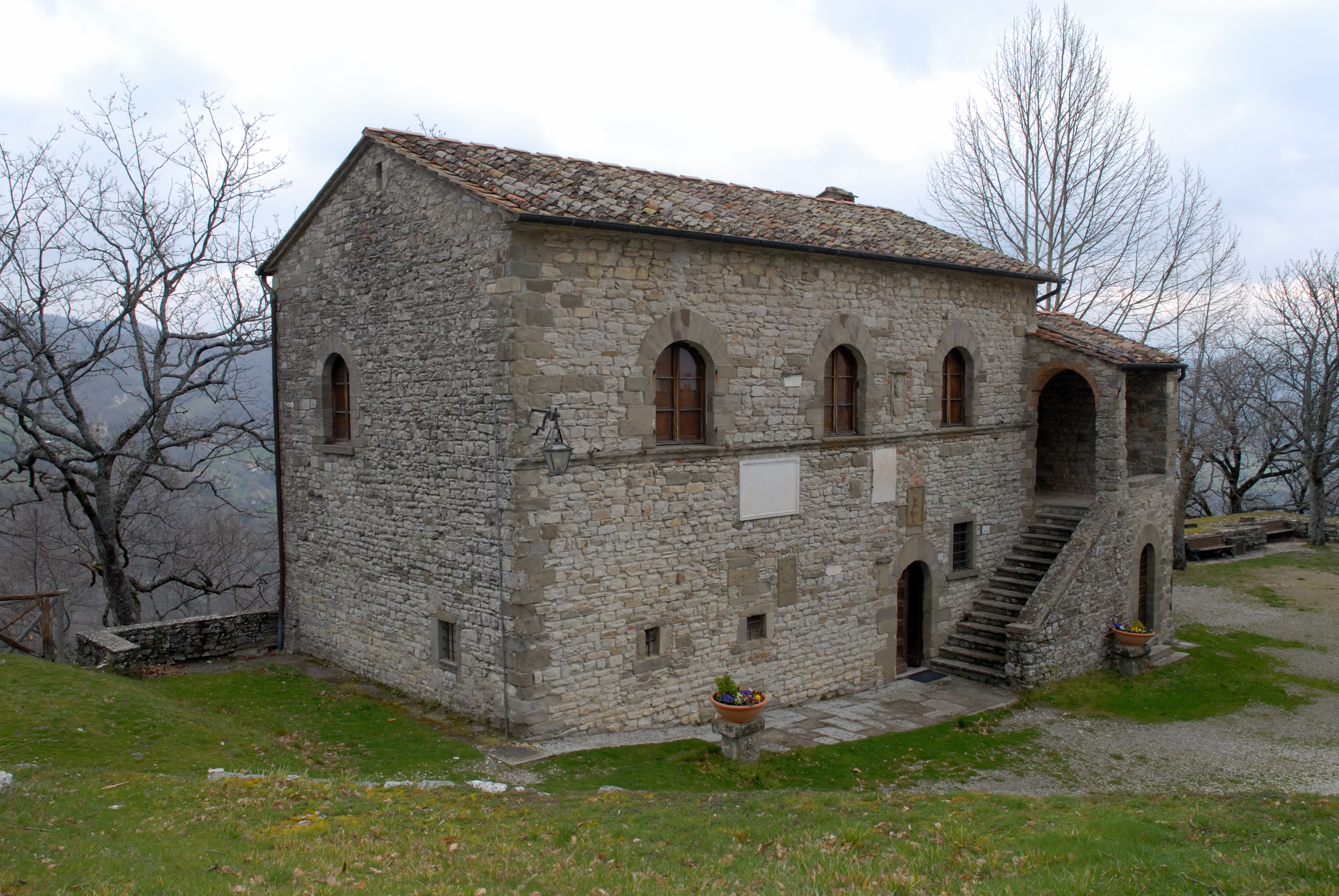
ミケランジェロ博物館の建物の一つ
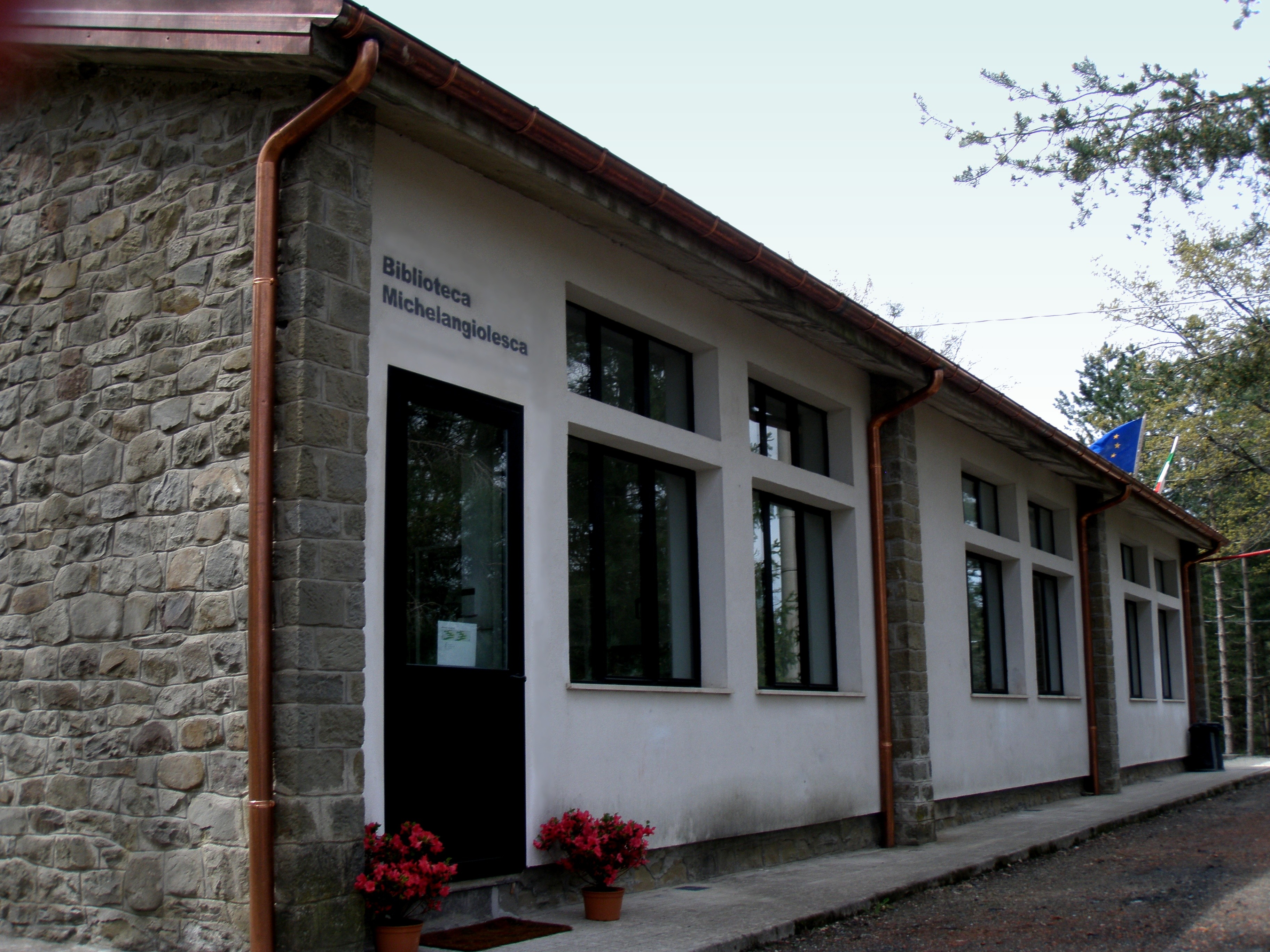
ミケランジェロ図書館

### 教会
村には13世紀に建立されたサン・ジョヴァンニ・バッティスタ教会 (it:Chiesa di San Giovanni Battista (Caprese Michelangelo)) がある。ミケランジェロはここで洗礼を受けた。このほか、古い教会や修道院がある。
- サン・クリストフォロ・ア・モンナ教会 (it:Chiesa di San Cristoforo a Monna)
- サン・パオロ・ア・モンナ教会 (it:Chiesa di San Paolo a Monna)
- サンティ・イッポリート・エ・カシアーノ教会 (it:Pieve dei Santi Ippolito e Cassiano (San Cassiano in Stratina))
- ラ・カセッラ僧院 (it:Eremo La Casella)
- サン・マルティノ・ア・ティフィ修道院 (it:Abbazia di San Martino a Tifi)

## 人物

### 著名な出身者
- ミケランジェロ・ブオナローティ - ルネサンス期の芸術家
- ジョヴァンニ・サンティーニ (it:Giovanni Santini)  - 19世紀の天文学者・数学者
- アルバーノ・メアッツィーニ (it:Albano Meazzini)  - 20世紀のパルチザン活動家・政治家
- エリオ・ボンコンパーニ - 指揮者